# الملعب البلدي (حماة)
الملعب البلدي في حماة هو ملعب متعدد الاستخدام يقع في مدينة حماة بين حي الصابونية و حي جنوب الملعب ويتسع لـ 22 ألف متفرج. يستخدم بشكل أساسي لكرة القدم من قبل نادي النواعير السوري و نادي الطليعة السوري.